# جون جونز (عالم فلك)
جون جونز (بالإنجليزية: John Jones)‏ (و. 1818 – 1898 م) هو عالم فلك من المملكة المتحدة لبريطانيا العظمى وإيرلندا. ولد في وايران. 
توفي عن عمر يناهز 80 عاماً.